# Каррера, Ракель
Раке́ль Карре́ра Кинта́на (исп. Raquel Carrera Quintana; род. 31 октября 2001, Оренсе, Испания) — испанская баскетболистка, выступающая на позиции центрового. Двукратный серебряный призёр чемпионатов Европы (2023, 2025).

## Карьера
Родилась 31 октября 2001 года в городе Оренсе, Испания. В возрасте восьми лет начала заниматься баскетболом. Спустя пять лет присоединилась к команде «Реал Сельта». В 2019 года подписала пятилетний контракт с «Валенсией». Первый сезон провела в аренде в клубе «Араски», где набирала в среднем шесть очков и совершала 4,5 подбора за игру. В середине 2020 года вернулась в «Валенсию». В начале следующего года перенесла операцию на мениске, в результате чего не играла четыре месяца. 
В 2021 году выбрана на драфте ВНБА во втором раунде под общим пятнадцатым номером командой «Атланта Дрим». Летом 2022 года клуб передал права на игрока «Нью-Йорк Либерти».

### В сборной
В 2016 году дебютировала в составе сборной на чемпионате мира среди девушек до 17 лет. Принимала участие на чемпионах Европы среди девушек до 16 лет в 2016 и 2017 годах, по результатам которых сборная Испании заняла третье и пятое места соответственно. 2018 году играла в составе сборной на чемпионате мира среди девушек до 17 лет. В том же году завоевала серебряные медали в рамках чемпионата Европы среди девушек до 18 лет. В 2019 году принимала участие в чемпионате Европы среди девушек до 18 лет и чемпионате Европы среди девушек до 20 лет, по результатам которых сборная Испании заняла пятые места.
В 2021 году дебютировала в составе национальной сборной, сыграв в шести матчах чемпионата Европы. В том же году принимала участие в летних Олимпийских играх в Токио.